# 스톤브릿지벤처스
스톤브릿지벤처스 주식회사(영어: StoneBridge Ventures)는 대한민국의 중소기업창업투자회사(벤처투자/벤처캐피탈) 기업이다.

## 역사
2017년 5월 31일에 스톤브릿지캐피탈로부터 물적분할하여 설립되었다.

## 투자 기업
- 업스테이지[2]
- 제주맥주

## 내용주
1. ↑  주관사를 KB증권과 삼성증권으로 공모가 8,000원에 코스닥 시장에 상장